# Торткулак
Торткула́к (каз. Төртқұлақ) — село у складі Жангалинського району Західноказахстанської області Казахстану. Входить до складу Кизилобинського сільського округу.
Населення — 187 осіб (2021; 218 у 2009, 189 у 1999, 265 у 1989).